# Griediakino (przystanek kolejowy)
Griediakino (ros. Гредякино) – przystanek kolejowy w miejscowości Griediakino, w rejonie wiaziemskim, w obwodzie smoleńskim, w Rosji. Położony jest na linii Moskwa - Mińsk - Brześć.

## Historia
Przystanek powstał w XIX w. na drodze żelaznej moskiewsko-brzeskiej pomiędzy stacjami Wiaźma i Siemlowo.